# Forteca (skała)
Forteca – skała w lewych zboczach Doliny Będkowskiej na Wyżynie Krakowsko-Częstochowskiej. Znajduje się w górnej części tych zboczy, w odległości około 300 m na północny wschód od Czarcich Wrót i biegnącej między nimi asfaltowej drogi z Będkowic do dna Doliny Będkowskiej. Znajduje się prawie dokładnie nad skrzyżowaniem tej drogi z drogą biegnącą dnem Doliny Będkowskiej. Administracyjnie znajduje się w granicach wsi Będkowice w województwie małopolskim, w powiecie krakowskim, w gminie Wielka Wieś.
Forteca przez wspinaczy skalnych zaliczana jest do Grupy Gęsiarni. Zbudowana z wapieni skała ma wysokość 15 m. Znajduje się w lesie, na stromym stoku, tuż poniżej Gęsiarni. Jest obiektem wspinaczki skalnej.

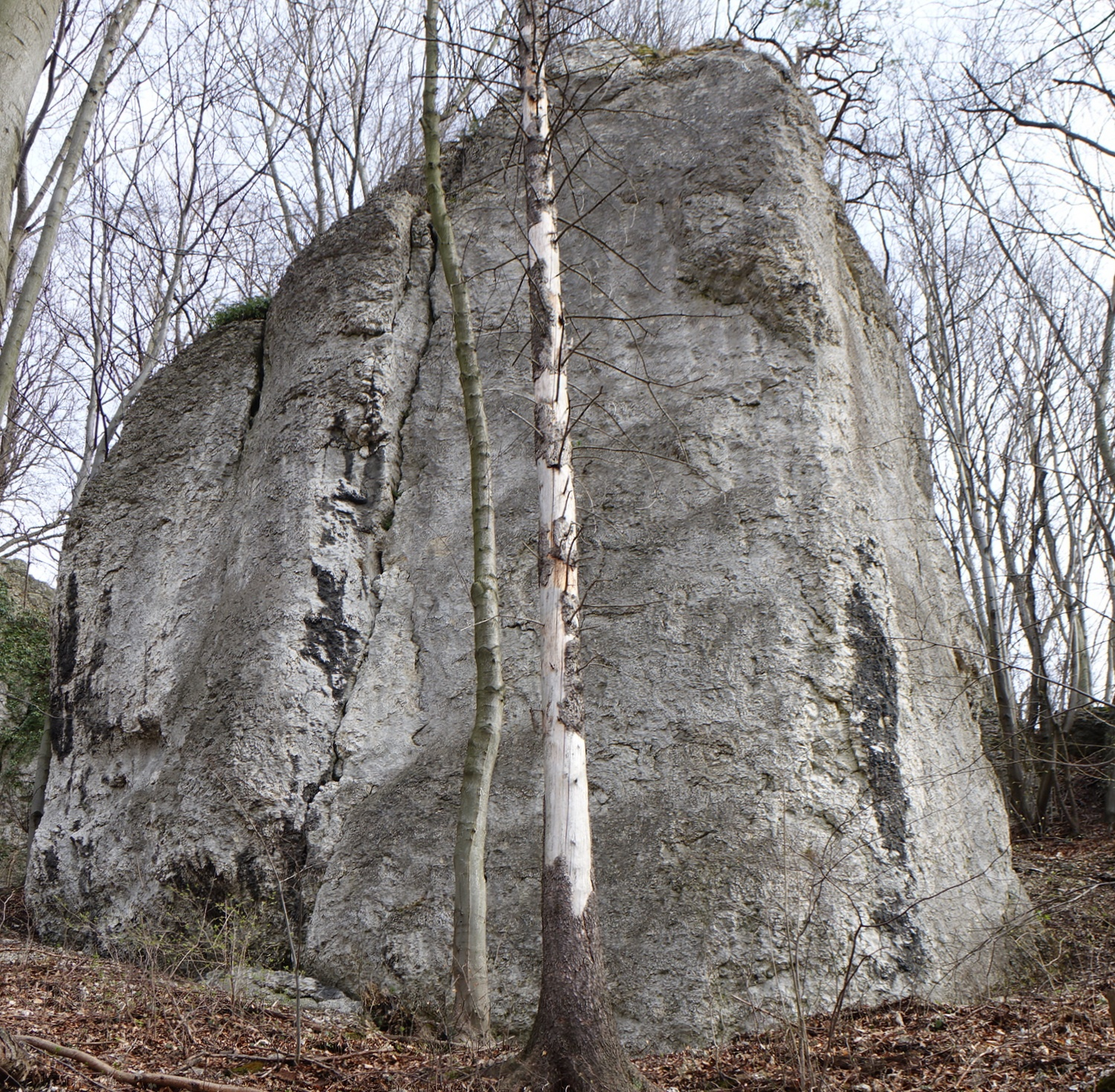
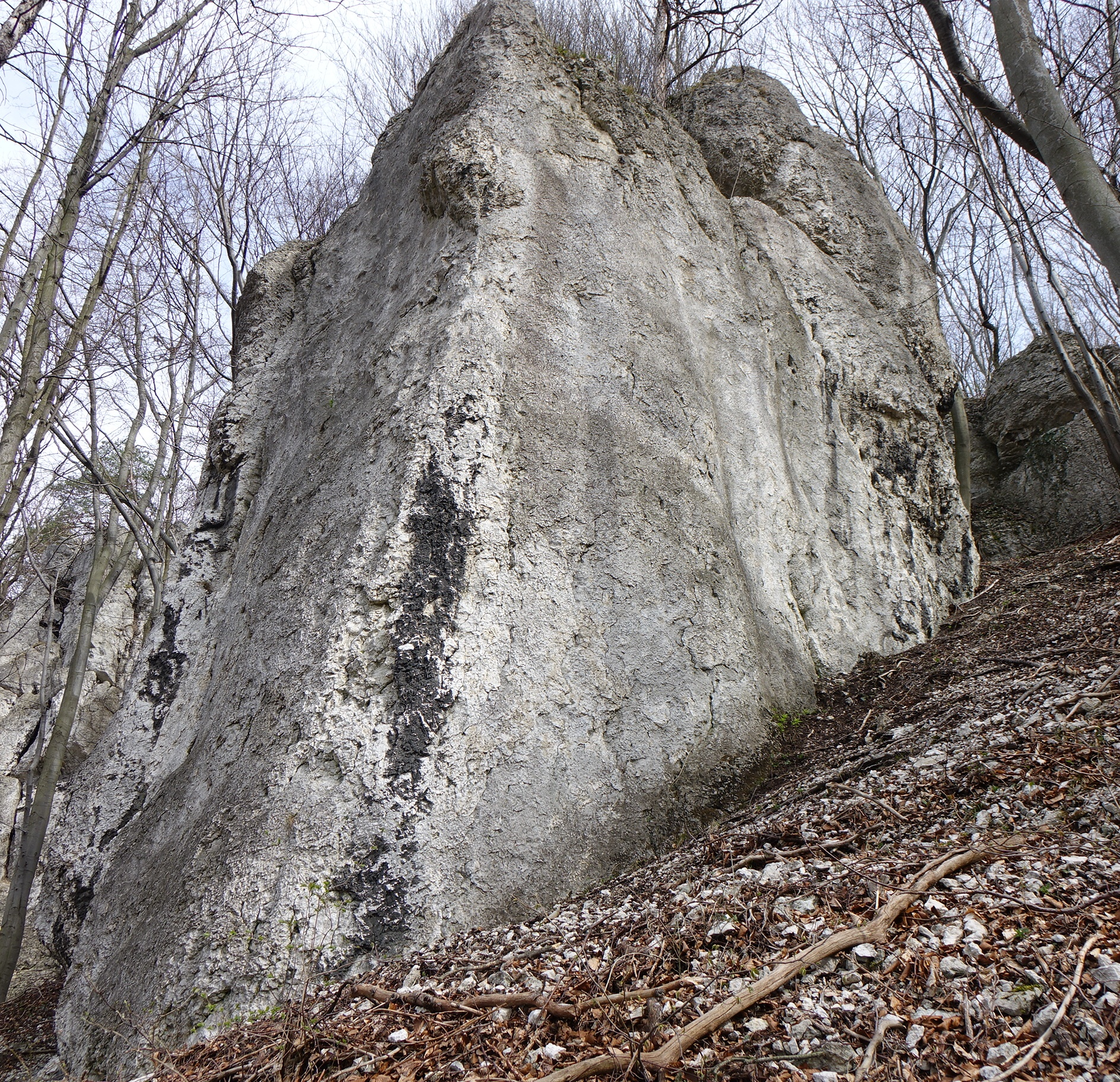
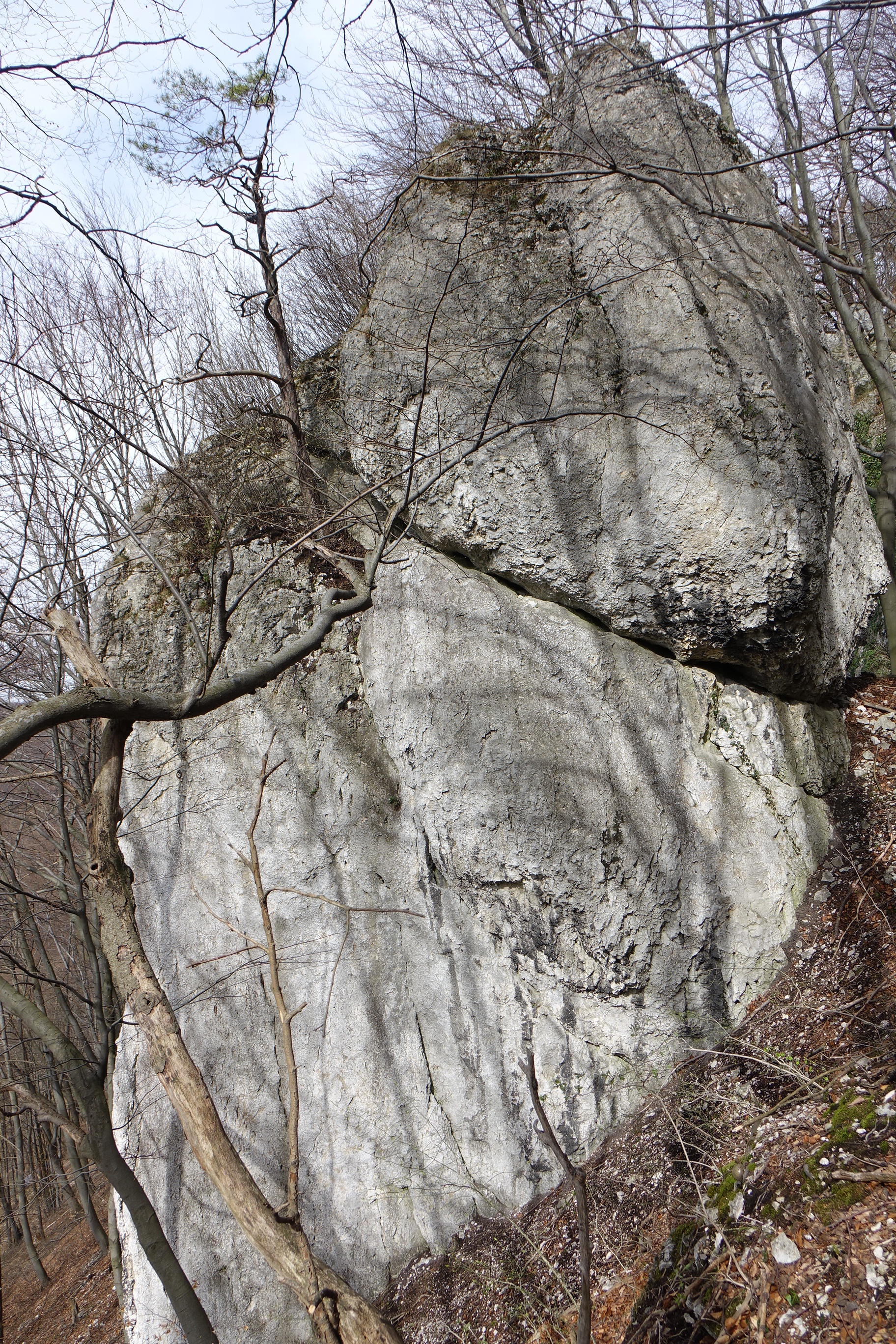
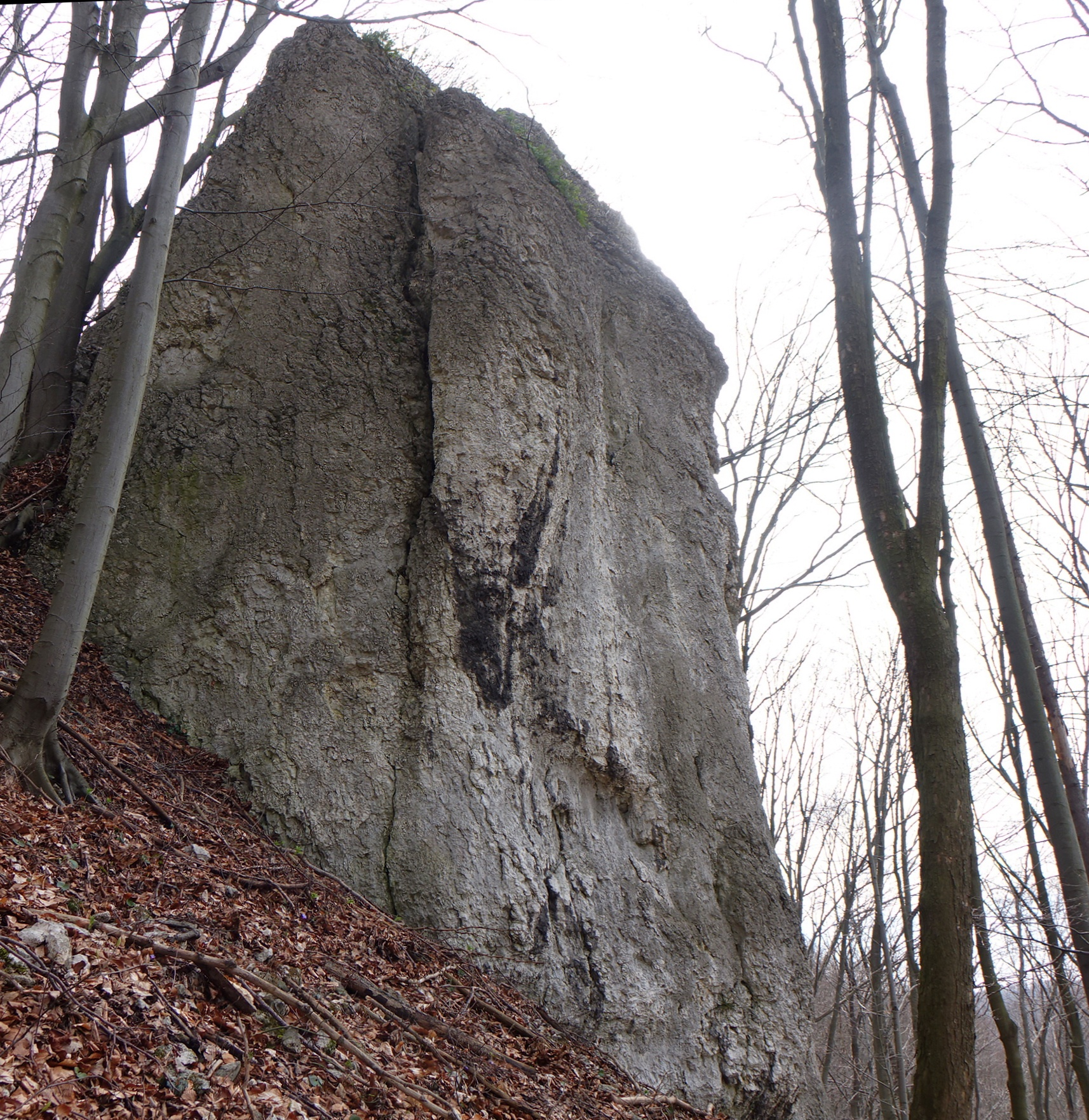
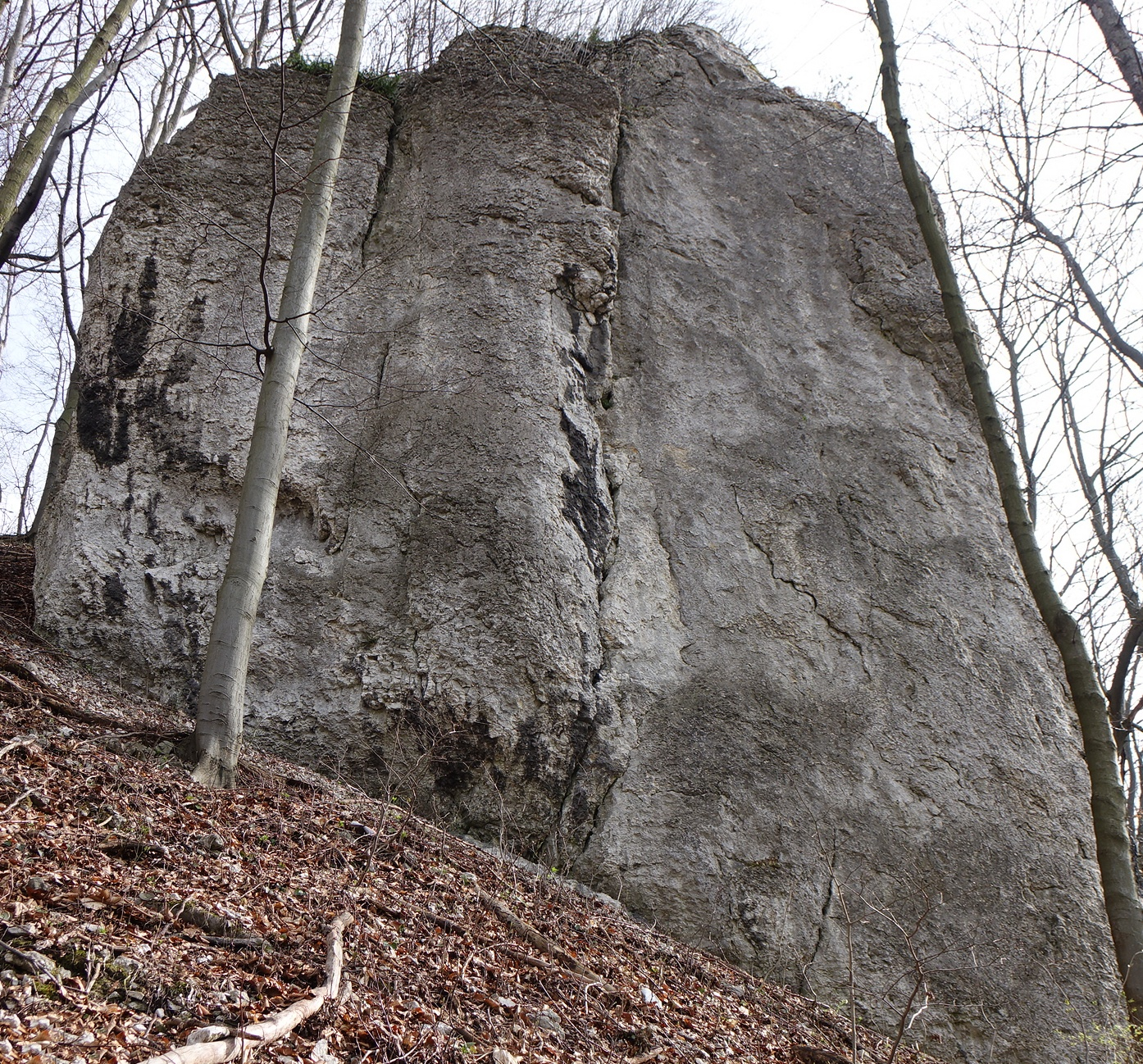

## Drogi wspinaczkowe
Wspinacze poprowadzili na Fortecy 9 dróg wspinaczkowych o trudności od V do VI.3 w skali trudności Kurtyki. Mają wystawę zachodnią lub południowo-zachodnią. 5 dróg posiada asekurację (5-7 ringów i stanowiska zjazdowe). Cztery z nich mają zamontowane stałe punkty asekuracyjne: ringi (r) i stanowisko zjazdowe (st).
Forteca I
1. Rysa rzeźnicza; VI.1, 13 m
2. Zaciątko Fortecy; V+, 14 m
3. Melepecje; 6r + st, VI.2+, 15 m
4. Tamtaradej; 6r + st, VI+/1, 15 m[2].

Forteca II
1. Bazooka; 7r + st, VI+/1, 15 m
2. Człowiek jest mocny; 6r + st, VI.3, 15 m
3. Kamienne łzy; 5r + st, VI.2+, 14 m
4. Drwaleń doskonały; VI.1, 14 m
5. Zrób to sam; V, 14 m[2].